# 2023년 토론토 국제 영화제
제48회 토론토 국제 영화제는 2023년 9월 7일부터 17일까지 개최되었다.
지난 몇 년간 가장 주목할만한 변화는 컨템퍼러리 월드 시네마 스트림이 센터피스(Centrepiece)로 이름이 변경되었다는 것이다. 이 영화제는 또한 2022년 말 스티브 그레이브스톡(Steve Gravestock)이 은퇴하고 2023년 초 라비 스리니바산(Ravi Srinivasan)이 사망한 후 2023년 영화제를 위한 프로그래밍 팀에 몇 가지 변경 사항을 발표했다. 주목할만한 변경 사항에는 노먼 윌너(Norman Wilner)가 그레이브스톡의 캐나다 영화 프로그래머 역할을 맡는 것이 포함되었다. 준 킴(June Kim)은 스리니바산의 뒤를 이어 남아시아 영화의 프로그래머로 활동하고 있다.
이 영화제는 2022년 토론토 국제 영화제가 보다 정상적인 참석자 수로 돌아옴에 따라 행사가 오프라인으로만 개최되어 2020년 토론토 국제 영화제 이후 제공되었던 온라인 플랫폼을 종료할 것이라고 밝혔다. 지난해와 달라진 점은 영화제 공식 개막 하루 전인 9월 6일부터 업계 전문가를 대상으로 하는 영화마켓 상영이 시작됐다는 점이다.
영화제 주최측은 2023년 SAG-AFTRA 파업이 제때 해결되지 않으면 영화제에 영향을 미칠 가능성이 높다는 점을 인정했다. 특히 파업으로 인해 배우들이 영화를 지원하기 위해 홍보 출연에 참여할 수 없기 때문이다. 평소보다 참석한 연예인 수가 적다. 그러나 이 규칙이 모든 미국 배우가 행사에 참석하는 것을 반드시 금지하는 것은 아니다. 예를 들어, 애텀 이고이언의 세븐 베일스(Seven Veils)는 SAG-AFTRA 계약이 아닌 ACTRA에 따라 캐나다에서 촬영되었기 때문에 주연 배우 어맨다 사이프리드는 결국 참석하지 않기로 결정했지만 초연에 계속 참석할 수 있었다. 또한 2023년 프로그램의 여러 영화는 감독 자격으로 초연에 참석할 수 있었던 유명 영화배우가 감독했다.
이 영화제는 전체적으로 2023년 계획된 프로그램의 70%가 독립 및 국제 제작자로부터 나왔으며 파업의 영향을 받지 않을 것이라고 밝혔다.